# Allium glandulosum
Allium glandulosum — вид трав'янистих рослин родини амарилісові (Amaryllidaceae), поширений у Гватемалі, Гондурасі, Мексиці.

## Поширення
Поширений у Гватемалі, Гондурасі, Мексиці.